# Wabash, Indiana
Wabash este o localitate, municipalitate și sediul comitatului omonim, Wabash, statul Indiana, Statele Unite ale Americii.